# 潘子晃
潘子晃（？—？），广宁郡石门县（今山西省晋中市寿阳县）人，北齐、北周、隋朝官员。

## 生平
潘子晃在父亲潘乐死后袭爵为河东郡王。当时北齐各位将军的子弟大多骄傲放纵，潘子晃深沉严谨厚重朴实，以清净守节自处。潘子晃娶了北齐的公主，拜驸马都尉。武平末年，潘子晃出任幽州道行台右仆射、幽州刺史。周军将要攻入邺城时，潘子晃率领精锐骑兵数万前往支援。到达博陵郡时，潘子晃知道邺城被攻克，就拜谒冀州投降。北周授予潘子晃上开府，潘子晃在隋朝大业初年去世。

## 家庭

### 祖父
- 潘永，北魏广宗男

### 父亲
- 潘乐，北齐瀛州刺史，河东郡王